# Dero abranchiata
Dero abranchiata är en ringmaskart som beskrevs av Harman 1977. Dero abranchiata ingår i släktet Dero och familjen glattmaskar. Inga underarter finns listade i Catalogue of Life.